# Архиповка (Омская область)
Архиповка — деревня в Калачинском районе Омской области России. Входит в состав Куликовского сельского поселения.

## История
Основана в 1890 году. В 1928 г. состояла из 86 хозяйств, основное население — русские. Центр Архиповского сельсовета Калачинского района Омского округа Сибирского края.

## Население
| 2002 | 2010 |
| ---- | ---- |
| 13   | ↗17  |